# Liste des groupes aériens de l'United States Marine Corps
Ceci est une liste des groupes d'aviation du Corps des Marines des États-Unis (MAG, MACG, MATSG). Les groupes inactifs sont répertoriés par leur désignation au moment de leur déclassement. 

## Groupes d'aéronefs des Marines (MAG) actifs
Les MAG se composent d'un quartier général de MAG, d'un escadron logistique de l'aviation maritime (MALS), d'un escadron de soutien des escadres marines (MWSS) et de deux à dix escadrons et/ou détachements d'aéronefs. 
| Nom                      | Insigne d'unité | Emplacement                           |
| ------------------------ | --------------- | ------------------------------------- |
| Marine Aircraft Group 11 |                 | Marine Corps Air Station Miramar      |
| Marine Aircraft Group 12 |                 | Marine Corps Air Station Iwakuni      |
| Marine Aircraft Group 13 |                 | Marine Corps Air Station Yuma         |
| Marine Aircraft Group 14 |                 | Marine Corps Air Station Cherry Point |
| Marine Aircraft Group 16 |                 | Marine Corps Air Station Miramar      |
| Marine Aircraft Group 24 |                 | Marine Corps Air Station Kaneohe Bay  |
| Marine Aircraft Group 26 |                 | Marine Corps Air Station New River    |
| Marine Aircraft Group 29 |                 | Marine Corps Air Station New River    |
| Marine Aircraft Group 31 |                 | Marine Corps Air Station Beaufort     |
| Marine Aircraft Group 36 |                 | Marine Corps Air Station Futenma      |
| Marine Aircraft Group 39 |                 | Marine Corps Base Camp Pendleton      |
| Marine Aircraft Group 41 |                 | Naval Air Station Fort Worth          |
| Marine Aircraft Group 49 |                 | JB McGuire-Dix-Lakehurst              |

## Groupes de contrôle aérien des Marines (MACG) actifs
Comprend un quartier général du MACG et un escadron de contrôle aérien des Marines (MACS), un escadron de soutien aérien des Marines (MASS), un escadron de commandement aérien tactique des Marines (MTACS), un escadron de communication des escadres des Marines (MWCS) et un système de défense aérienne à basse altitude (LAAD) 
| Nom                         | Insigne d'unité | Emplacement                                    |
| --------------------------- | --------------- | ---------------------------------------------- |
| Marine Air Control Group 18 |                 | Marine Corps Air Station Futenma Okinawa Japon |
| Marine Air Control Group 28 |                 | Marine Corps Air Station Cherry Point          |
| Marine Air Control Group 38 |                 | Marine Corps Air Station Miramar               |
| Marine Air Control Group 48 |                 | Station navale des Grands Lacs                 |

## Groupes de soutien à la formation des Marines (MATSG) actifs
Effectue le contrôle administratif et le soutien à la formation du personnel du Corps des Marines affecté en tant que membres permanents ou en tant que stagiaires suivant des programmes officiels de formation à l'aviation navale. Le groupe fournit également des Marines pour le soutien cérémoniel et en tant que conseillers spéciaux. 
| Nom                                                                | Insigne d'unité | Emplacement                      |
| ------------------------------------------------------------------ | --------------- | -------------------------------- |
| Groupe d'appui à la formation en aviation maritime 21              |                 | Naval Air Station Pensacola      |
| Groupe d'appui à la formation en aviation maritime 22              |                 | Naval Air Station Corpus Christi |
| Groupe d'appui à la formation en aviation maritime 23              |                 | Naval Air Station Pensacola      |
| Groupe d'appui à la formation en aviation maritime 33              |                 | Naval Air Station Oceana         |
| Groupe d'appui à la formation en aviation maritime 53              |                 | Naval Air Station Whidbey Island |
| 4e Groupe de soutien à la formation des escadres d'aéronefs marins |                 | Naval Air Station Pensacola      |

## Groupes d'aéronefs des Marines désactivés
| Nom                                                                        | Insigne d'unité | Date de mise en service | Date de mise hors service | Remarques |
| -------------------------------------------------------------------------- | --------------- | ----------------------- | ------------------------- | --- |
| Groupe d'observation maritime 1                                            |                 |                         |                           | |
| Groupe de préparation à la préparation des équipages de combat maritime 10 |                 |                         |                           | |
| Groupe d'aéronefs marins 15                                                |                 | 1 mars 42               | 31 déc 1988               | |
| Marine Aircraft Group 25                                                   |                 | 7 juin 1942             | Janvier 1956              | |
| Groupe de formation sur les hélicoptères marins 30                         |                 |                         |                           | |
| Marine Aircraft Group 32                                                   |                 | 1 fév 1942              |                           | |
| Marine Aircraft Group 34                                                   |                 | 24 juil 1944            | 31 mars 1946              | |
| Marine Aircraft Group 35                                                   |                 | 1 avr 1943              |                           | |
| Marine Aircraft Group 40                                                   |                 |                         |                           | |
| Groupe de formation sur les hélicoptères marins 40                         |                 |                         |                           | |
| Marine Aircraft Group 42                                                   |                 |                         | 2008                      | |
| Marine Aircraft Group 45                                                   |                 |                         |                           | |
| Marine Aircraft Group 46                                                   |                 |                         |                           | |
| Marine Aircraft Group 51                                                   |                 | 1 juin 1944             |                           | |
| Marine Aircraft Group 52                                                   |                 | 20 juin 1944            | 31 oct. 1945              | |
| Marine Aircraft Group 56                                                   |                 |                         |                           | |
| Marine Aircraft Group 61                                                   |                 | 13 juil 1943            |                           | |
| Marine Aircraft Group 62                                                   |                 | 1 avr 1944              | 30 nov. 1945              | |
| Marine Aircraft Group 71                                                   |                 | 1 déc 1942              | 20 juin 1943              | |
| Groupe de formation aux opérations maritimes 81                            |                 | 1 fév 1943              | 31 déc 1945               | |
| Marine Aircraft Group 91                                                   |                 | 10 août 1944            | 15 mars 1946              | |
| Marine Aircraft Group 92                                                   |                 | 15 mars 1944            | 15 mars 1945              | |
| Marine Aircraft Group 93                                                   |                 | 1 avr 1944              | 31 oct. 1945              | |
| Marine Aircraft Group 94                                                   |                 |                         |                           | |
| Groupes d'aéronefs marins, Dagupan                                         |                 |                         | Fév 1945                  | Groupe de travail aérien formé aux Philippines au début de 1945. Servi sous la 308th Bombardment Wing (Heavy) |
| Groupes d'aéronefs marins, Zamboanga                                       |                 |                         | 30 août 1945              | Groupe de travail aérien formé aux Philippines au début de 1945. Servi sous la 308th Bombardment Wing (Heavy) |